# Trạng thái kích thích

Các mức năng lượng của electron trong nguyên tử: trạng thái cơ bản (ground state) và các trạng thái kích thích (excited states). Sau khi hấp thụ năng lượng, một electron có thể nhảy từ trạng thái cơ bản lên một trạng thái kích thích có năng lượng cao hơn.

Trong cơ học lượng tử, trạng thái kích thích của một hệ thống (chẳng hạn như một nguyên tử, phân tử hoặc hạt nhân) là bất kỳ trạng thái lượng tử của hệ thống mà nó có năng lượng cao hơn so với trạng thái cơ bản, có nghĩa là năng lượng của hệ nhiều hơn mức tối thiểu tuyệt đối. Thuật ngữ được sử dụng chủ yếu trong hệ thống mà các trạng thái xác định chỉ có thể mang trị số năng lượng rời rạc trong mô tả của cơ học lượng tử.
Kích thích là sự nâng cao mức năng lượng so với một trạng thái năng lượng cơ bản tùy ý. Trong vật lý có một định nghĩa kỹ thuật cụ thể cho mức năng lượng mà thường được gắn với một nguyên tử được nâng lên trạng thái kích thích .

Biểu diễn trạng thái và mức năng lượng của electron duy nhất của nguyên tử hydro (hoặc tương đương là kim loại kiềm), và các nhóm chuyển dời (chỉ số m) từ trạng thái kích thích cao hơn về trạng thái kích thích thấp hơn hoặc về trạng thái cơ bản.

Biểu diễn dạng tròn trạng thái nguyên tử hydro và nhóm các chuyển dời, và bước sóng photon phát ra. Năng lượng được biểu diễn không tỷ lệ.

## Tính ổn định và thời gian sống
Thời gian sống của hệ thống trong trạng thái kích thích thường là rất ngắn, sự phát xạ tự phát hoặc phát xạ kích thích ra một lượng tử năng lượng (chẳng hạn một photon hoặc một phonon) thường xảy ra ngay sau khi hệ thống được chuyển lên trạng thái kích thích, trở về hệ thống về trạng thái với năng lượng thấp hơn, là trạng thái ít bị kích thích hoặc trạng thái cơ bản. Sự trở về mức năng lượng thấp hơn thường được mô tả một cách lỏng lẻo là phân rã, và là nghịch đảo của kích thích .
Trạng thái kích thích có thời gian sống dài thường được gọi là siêu bền (metastable). Các đồng phân hạt nhân (isomer) có thời gian sống dài, và singlet oxygen là hai ví dụ về điều này.

## Kích thích nguyên tử
Ví dụ đơn giản về kích thích nguyên tử là xem xét nguyên tử hydro, có một điện tử ở lớp ngoài cùng. Mô hình tương tự là nguyên tử các kim loại kiềm, khi xem xét điện tử ở lớp ngoài cùng trong trường tổng của hạt nhân và các điện tử ở lớp trong.
Trạng thái cơ bản của nguyên tử hydro tương ứng với electron duy nhất ở quỹ đạo khả dĩ thấp nhất, là "1s" mà hàm sóng cầu đối xứng có các số lượng tử khả dĩ thấp nhất. Bằng cách đưa thêm năng lượng vào nguyên tử, ví dụ bằng việc hấp thụ một photon có năng lượng thích hợp, hoặc một va chạm với hạt khác, các electron có thể chuyển dời lên một trong các trạng thái kích thích (có một hoặc nhiều hơn số lượng tử lớn hơn mức khả dĩ tối thiểu). Nếu photon có quá nhiều năng lượng, electron sẽ thoát khỏi nguyên tử và nguyên tử sẽ trở thành ion hóa.
Sau khi kích thích các nguyên tử có thể trở về trạng thái cơ bản hoặc trạng thái kích thích thấp hơn nếu có, bằng cách phát ra một photon có năng lượng đặc trưng. Phát xạ photon từ các nguyên tử ở trạng thái kích thích khác nhau dẫn đến một quang phổ điện từ hiện ra một loạt các vạch phát xạ đặc trưng, như trong trường hợp nguyên tử hydro, là các dãy Lyman, Balmer, Paschen và Brackett.
Một nguyên tử ở trạng thái kích thích cao được gọi là nguyên tử Rydberg. Một hệ thống các nguyên tử bị kích thích cao có thể tạo thành một trạng thái kích thích cô đặc với thời gian sống dài (long-lived), ví dụ một pha đặc gồm hoàn t
oàn bằng nguyên tử kích thích, gọi là vật chất Rydberg (Rydberg matter).
Kích thích hydro có thể thực hiện bằng nhiệt hoặc điện.

## Kích thích khí dao động
Tập hợp các phân tử tạo thành một khối khí có thể được xem xét là trong trạng thái kích thích, nếu một hoặc nhiều phân tử được nâng lên mức năng lượng động học, sao cho phân bố vận tốc hợp thành khác biệt (depart) với phân bố Boltzmann cân bằng. Hiện tượng này đã được nghiên cứu trong trường hợp một chất khí hai chiều trong một số chi tiết, phân tích thời gian cần cho xê dịch về cân bằng.

## Tính toán các trạng thái kích thích
Tính toán các trạng thái kích thích thường được thực hiện bằng thuật Mảnh cụm ghép (Coupled cluster), lý thuyết nhiễu loạn Møller-Plesset (Møller–Plesset perturbation), trường tự đặc đa hình (Multi-configurational self-consistent field), Cấu hình tương tác (Configuration interaction) , và lý thuyết chức năng mật độ phụ thuộc thời gian (Time-dependent density functional theory). Những tính toán này khó khăn hơn nhiều so với tính trạng thái không kích thích .